# إلين برايس
إلين برايس (بالدنماركية: Ellen Price) (و. 1878 – 1968 م) هي راقصة باليه، وممثلة مسرحية، وممثلة أفلام، وعارضة دنماركية، ولدت في إقليم هوفدستادن، توفيت عن عمر يناهز 90 عاماً.

## وصلات خارجية
- إلين برايس على موقع IMDb (الإنجليزية)
- إلين برايس على موقع IMDb (الإنجليزية)
- إلين برايس على موقع كينوبويسك (الروسية)

- إلين برايس في قاعدة بيانات الأفلام على الإنترنت